# 豆张庄站
豆张庄站是一个京沪线上的铁路车站，位于天津市武清区豆张庄乡，建于1907年，目前为四等站，邮政编码为301707。目前客运：办理旅客乘降；行李、包裹托运；不办理货运营业。该站是京沪线进入天津市境内后的第一个车站，曾于1969年4月14日为纪念毛泽东1959年4月14日视察豆张庄公社一事而更名为“四一四站”，1980年改回豆张庄站。